# Stylidium utricularioides
Stylidium utricularioides är en tvåhjärtbladig växtart som beskrevs av George Bentham. Stylidium utricularioides ingår i släktet Stylidium och familjen Stylidiaceae. Inga underarter finns listade i Catalogue of Life.